# 柿崎区

上越市の地域自治区。当区は北東部に位置する。

柿崎区（かきざきく）は、新潟県上越市北東部に位置する地域自治区。全域が旧中頸城郡柿崎町にあたり、同町の上越市への合併とともに2005年1月1日に設けられた。

## 地理

### 山
- 米山
- 木崎山

### 河川
- 柿崎川
- 米山川

### 地区別面積
- 柿崎：17.07キロ平方メートル[1]
- 下黒川：14.29キロ平方メートル[1]
- 黒川：29.68キロ平方メートル[1]
- 黒岩：16.78キロ平方メートル[1]
- 米山：7.57キロ平方メートル[1]

## 経済

### 漁業
- 柿崎漁港[2]

### 企業
- 理研製鋼 柿崎工場
- 大和ハウス工業 新潟工場
- 株式会社柿崎機械
- 新貝工業株式会社
- ウエノテックス株式会社

### 商業
1のつく日に定期市（一の日市）が開かれている。
区内にはかつてショッピングセンター「柿崎ショッピングタウン アクア」（1993年開業）が所在したが後に閉店し、大手資本のスーパーマーケットはナルス1店となっている。

## 教育
- 上越市立柿崎小学校
- 上越市立上下浜小学校
- 上越市立下黒川小学校
- 上越市立柿崎中学校
- 新潟県立久比岐高等学校

## 施設

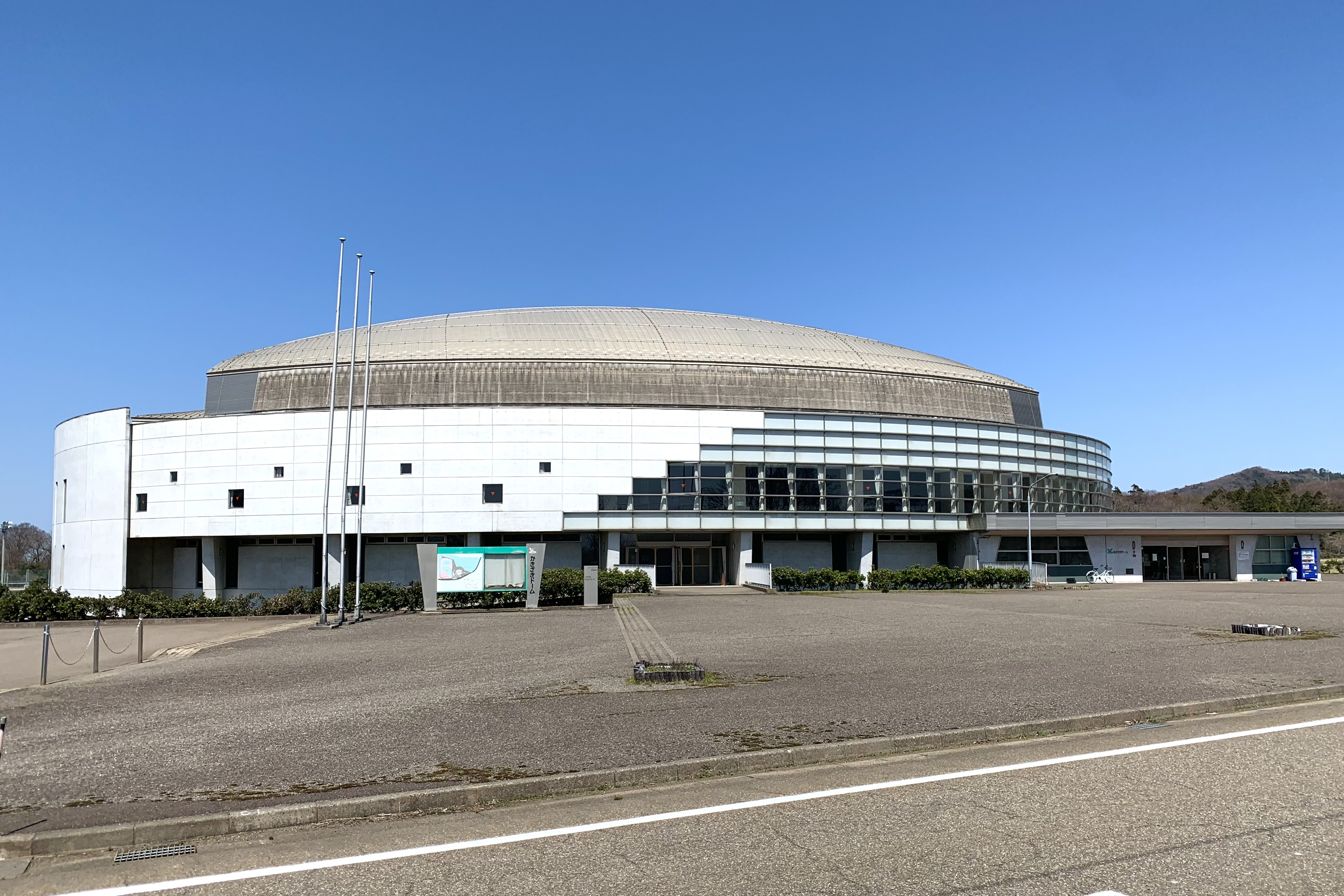
かきざきドーム

- 柿崎総合運動公園・かきざきドーム
- 柿崎体育館
- 新潟県立柿崎病院

## 交通

### 鉄道路線
- 東日本旅客鉄道
  - 信越本線：上下浜駅 - 柿崎駅

### バス

#### 高速バス
北陸自動車道柿崎BSから県内線と東京線が利用可能。

#### 路線バス
柿崎駅近くの頸北観光バス本社が「柿崎バスターミナル」として機能している。
- 頸城自動車
- 頸北観光バス

### 道路
- 高速道路
  - 区内にあるインターチェンジ：北陸自動車道 - 柿崎IC
- 一般国道
  - 国道8号
- 都道府県道
  - 新潟県道25号柿崎小国線
  - 新潟県道30号新井柿崎線
  - 新潟県道61号柿崎牧線
  - 新潟県道119号柿崎停車場線
  - 新潟県道129号犀潟柿崎線
  - 新潟県道313号上下浜停車場線
  - 新潟県道338号原之町上下浜停車場線
  - 新潟県道524号黒岩下小野線

## 名所・旧跡・観光スポット・祭事・催事
- 柿崎中央海岸
- お引き上げ商工祭り
- 柿崎時代夏祭り

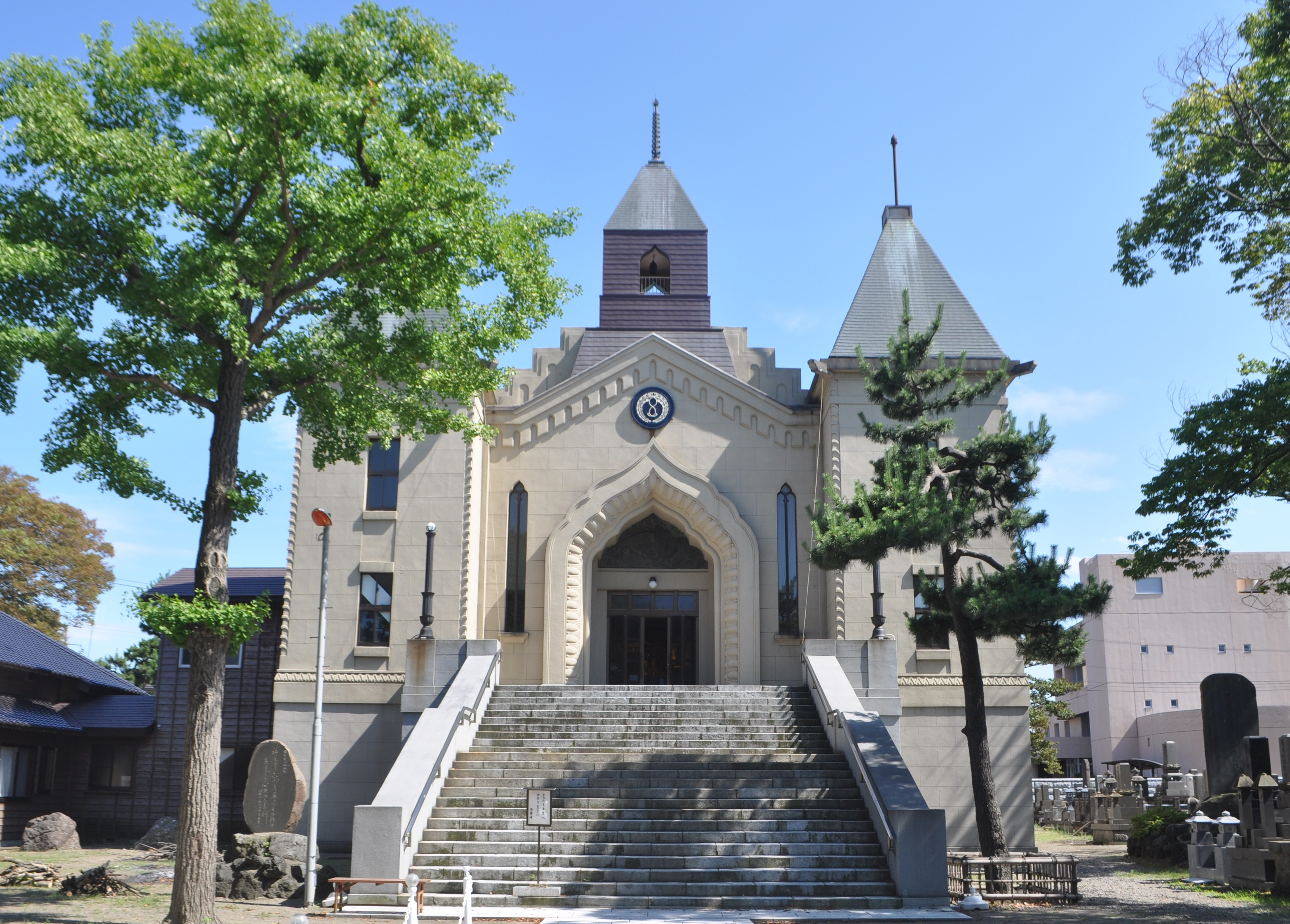
浄善寺（本堂 国の登録有形文化財）

- 柿崎マリンホテルハマナス - 1995年開業[5]。市が出資する第三セクターが運営するシーサイドビューの温泉ホテル[6]。
- 上下浜温泉 ハマナスふれあいセンター（休館）
- 栃窪温泉 - 江戸時代に創業した「鷺乃湯」と1999年開業の新栃窪温泉「清乃湯」があったが、前者は2015年に廃業[7]。後者は2005年に営業をやめたものの、2008年に「あばれ井戸の湯」として再開し、不定期営業となっている[7]。
- 米山薬師
- 浄福寺
- 浄善寺
- 妙蓮寺
- 密蔵院
- 楞厳寺
- 柿崎城跡
- 猿毛城跡

## 出身有名人
- 柿崎景家（戦国大名）
- 春田なな[要検証 – ノート]（漫画家）
- 小林富次郎（ライオン創業者）
- 佐藤夏雄（元国立極地研究所副所長）
- 柳孝（文部科学審議官）